# Lucia
Lucia  è un nome proprio di persona italiano femminile.

## Varianti
- Femminili: Luce[2]
  - Alterati: Lucietta[3][4], Lucilla[2][3], Lucetta[3][4]
  - Ipocoristici: Luci[3][4], Lucy[3][4]
- Maschili: Lucio[1][2][3]

### Varianti in altre lingue
- Armeno: Լյուսի (Lyowsi)[2]
- Catalano: Llúcia[2][5]
- Ceco: Lucie[2]
- Croato: Lucija[2]
- Danese: Lucia[2]
- Francese: Lucie[2][3][6]
- Friulano: Lùzie[7]
- Greco antico: Λουκία (Loukia)[1]
- Inglese: Lucy[2][3][6], Lucia[2]
  - Alterati: Lucinda[2]
- Latino: Lucia[1][2][4][6]
- Lettone: Lūcija[2]
- Lituano: Liucija[2]
- Norvegese: Lucia[2]
- Olandese: Lucia[2], Luus[2]
- Polacco: Łucja[2]
- Portoghese: Lúcia[2], Luzia[2]
- Rumeno: Lucia[2]
- Russo: Луция (Lucija)[3]
- Scozzese: Liùsaidh[2]
- Slovacco: Lucia[2]
- Sloveno: Lucija[2]
- Spagnolo: Lucía[2][5]
- Svedese: Lucia[2][3]
- Tedesco: Lucia[2][3], Luzia[2][3]
- Ungherese: Luca[2], Lúcia[2]

## Origine e diffusione

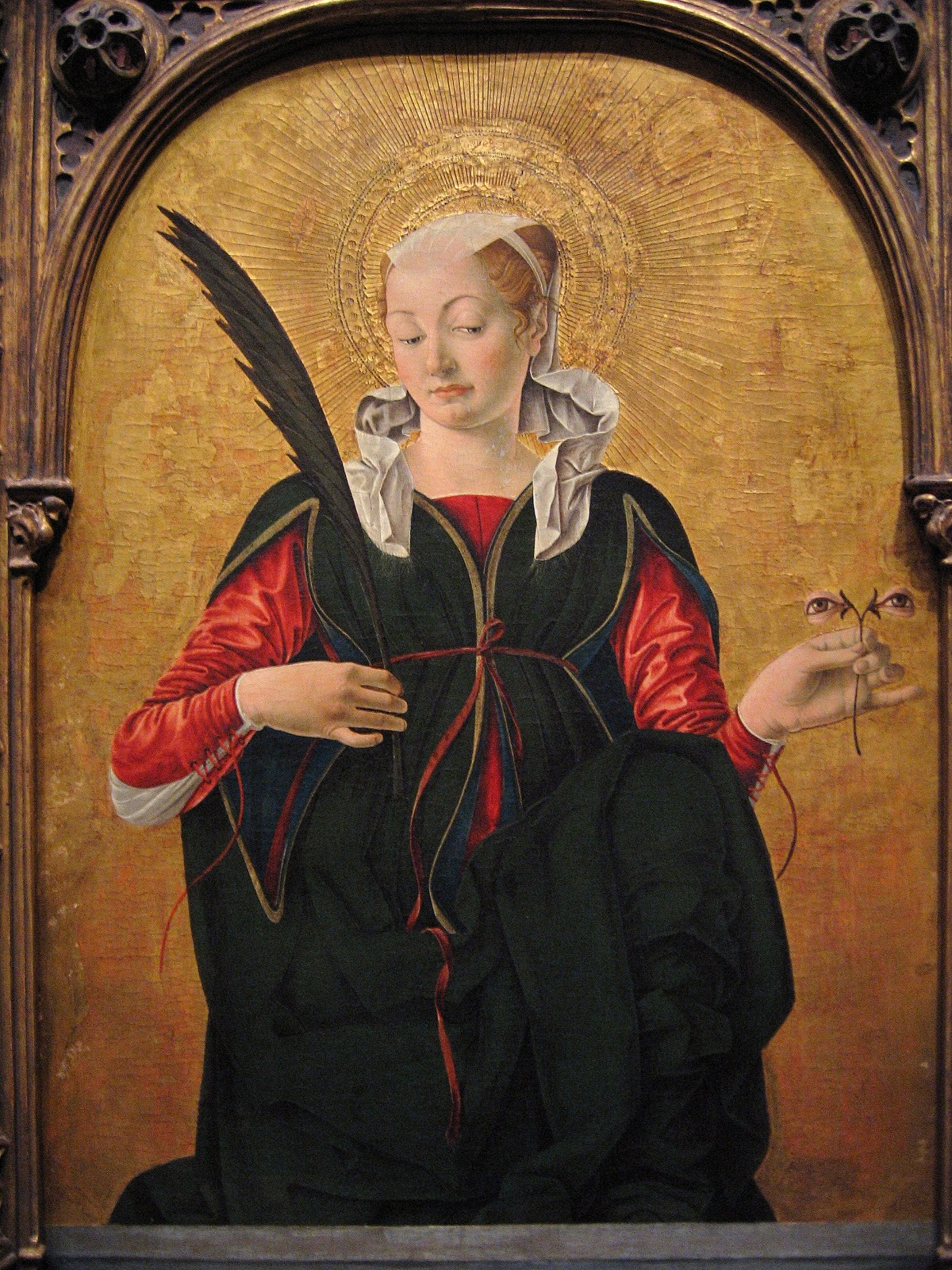
Santa Lucia, di Francesco del Cossa

Deriva dal praenomen latino Lucia, femminile di Lucius ("Lucio" in italiano moderno); tradizionalmente, già all'epoca questi nomi venivano ricollegati a lux ("luce"), e spesso imposti ai bambini nati durante le ore del giorno, ma probabilmente questa è un'etimologia popolare e la vera origine rimane incerta.
Il nome Lucia entrò in uso in ambienti cristiani grazie alla venerazione verso santa Lucia, una vergine e martire siciliana; il suo culto ebbe grande forza durante il Medioevo e contribuì a diffondere il nome in tutta Europa. In latino il nome aveva l'accento sulla U ("Lùcia"), una pronuncia che in Italia si conserva in alcune parlate settentrionali (ad esempio nel veneto Lùsia o Lùssia) e nei rari casi in cui "Lùcia" viene ricreato a partire da Lucio. A parte queste occorrenze, in italiano moderno la pronuncia è "Lucìa", con accento sulla I; lo spostamento dell'accento potrebbe essere anch'esso dovuto a santa Lucia che, essendo siracusana, probabilmente parlava greco, lingua nella quale il nome suona Λουκία (Loukìa).
In Italia, in aggiunta alla tradizione agiografia, il nome ha probabilmente goduto del successo dell'opera lirica di Donizetti Lucia di Lammermoor (di cui è protagonista Lucia Ashton) e del romanzo di Manzoni I promessi sposi, la cui protagonista femminile è Lucia Mondella; in tempi più recenti può aver contribuito anche la fama dell'attrice Lucia Bosè, vincitrice del concorso Miss Italia 1947. Negli anni 1970 era uno dei nomi femminili più comuni, l'ottavo per diffusione con circa 380 000 occorrenze, attestato con più forza soprattutto in Sicilia.
In inglese è attestato a partire dal XII secolo, in genere nelle varianti Lucy (storicamente e attualmente la forma principale), Luce, nonché Lucie dal XIV secolo. Dal XVII secolo nei paesi anglofoni è stata riportata in voga anche la forma Lucia, in parte ripresa dall'italiano e con la medesima pronuncia.

## Onomastico
L'onomastico si festeggia il 13 dicembre in memoria di santa Lucia, vergine e martire a Siracusa. Oltre ad essa si ricordano, alle date seguenti:
- 19 febbraio, santa Lucia Yi Zhenmei, catechistsa, martire a Kaiyang (Guizhou, Cina)[9]
- 25 marzo, santa Lucia Filippini, fondatrice dell'Istituto delle Maestre Pie Filippini[9]
- 20 luglio, santa Lucia Wang Wangzhi, madre di famiglia, martire con altri compagni a Majiazhuang (Hebei, Cina)[9]

Tra le beate con questo nome si possono citare:
- 12 gennaio, beata Lucia da Valcaldara, religiosa clarissa[9]
- 21 marzo, beata Lucia, morta di peste a Verona nel 1574 aiutando gli ammalati[9]
- 27 luglio, beata Lucia Bufalari, vergine agostiniana[9]
- 26 settembre, beata Lucia da Caltagirone, religiosa del Terz'Ordine regolare di San Francesco[9]
- 22 ottobre, beata Lucia Bartolini Rucellai, monaca[9]
- 7 novembre, beata Lucia da Settefonti, vergine di Bologna[9]
- 15 novembre, beata Lucia Broccadelli, religiosa domenicana a Narni[9]
- 26 dicembre, beata Lucia Khambang, martire con altri compagne a Songkhon (Thailandia)[9]

## Persone
- Lucia Altieri, cantante italiana

Lucia Altieri

- Lucia Annunziata, politica, giornalista, conduttrice televisiva e scrittrice italiana
- Lucia Apicella,  filantropa italiana
- Lucia Bosè, attrice italiana naturalizzata spagnola
- Lucia Mannucci, cantante italiana
- Lucia Ocone, comica, imitatrice e attrice italiana
- Lucia Valentini Terrani, mezzosoprano e contralto italiano
- Lucia Visconti, figlia di Bernabò Visconti

### Variante Lucía
- Lucía Etxebarría, scrittrice, sceneggiatrice, poetessa e drammaturga spagnola
- Lucía Jiménez, attrice spagnola
- Lucía Pérez, cantante spagnola
- Lucía Puenzo, regista, sceneggiatrice e scrittrice argentina
- Lucía Sánchez Saornil, anarchica, poetessa e femminista spagnola
- Lucía Topolansky, politica uruguaiana

### Variante Lucie
- Lucie Arnaz, attrice statunitense
- Lucie Aubrac, partigiana francese

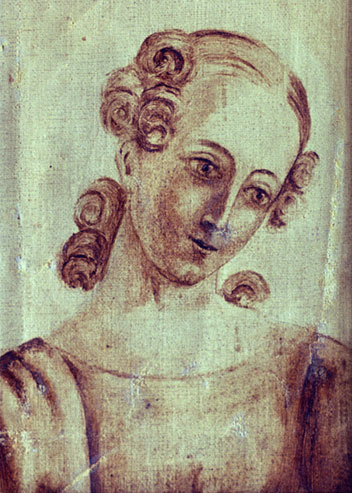
Lucie Ingemann

- Lucie Höflich, attrice e insegnante tedesca
- Lucie Ingemann, pittrice danese
- Lucie Šafářová, tennista ceca
- Lucie Silvas, cantante e compositrice britannica
- Lucie Vondráčková, cantante, attrice teatrale e attrice cinematografica ceca

### Variante Lucy
- Lucy Boynton, attrice britannica
- Lucy Bronze, calciatrice inglese

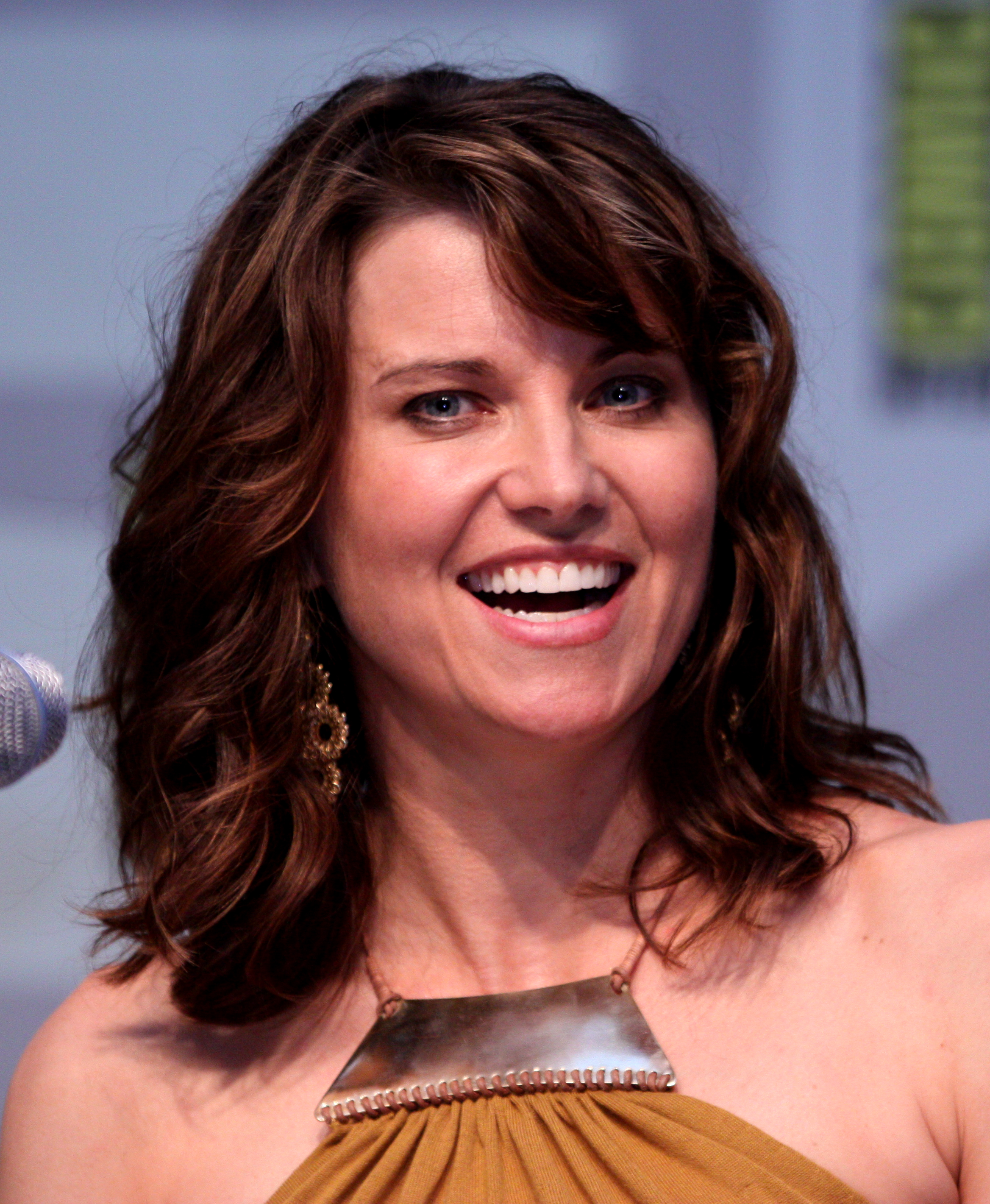
Lucy Lawless

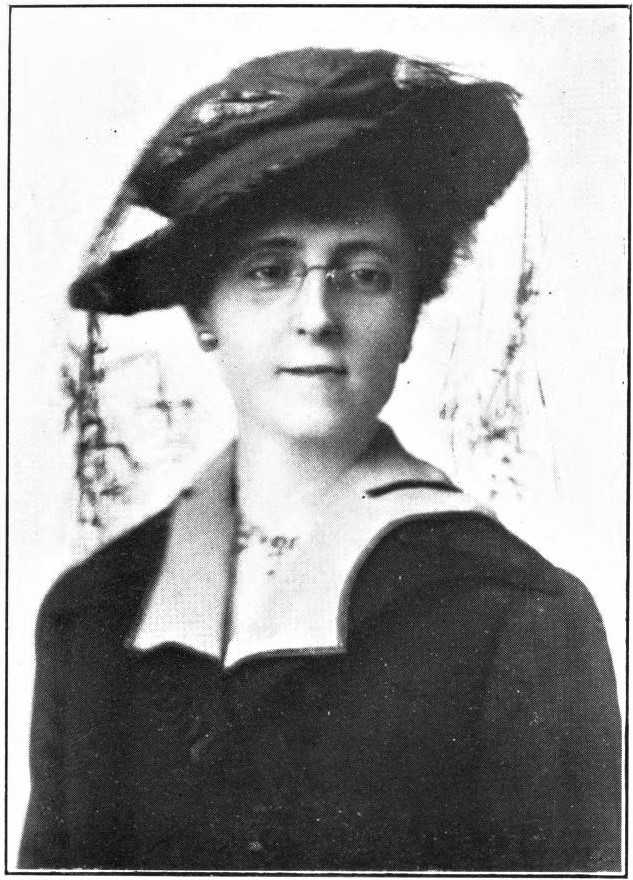
Lucy Maud Montgomery

- Lucy D'Albert, soubrette, ballerina e attrice russa naturalizzata italiana
- Lucy Hale, attrice e cantante statunitense
- Lucy Hayes, first lady statunitense
- Lucy Lawless, attrice e cantante neozelandese
- Lucy Liu, attrice e doppiatrice statunitense
- Lucy Maud Montgomery, scrittrice canadese
- Lucy Punch, attrice britannica
- Lucy Walter, amante di Carlo II d'Inghilterra

### Altre varianti
- Lúcia dos Santos, monaca portoghese
- Łucja Frey, neurologa e medico polacca
- Lūcija Garūta, pianista, poeta e compositrice sovietica
- Lúcia Moniz, cantante e attrice portoghese
- Lucija Zaninović, taekwondoka croata

## Il nome nelle arti
- Lucia è una delle protagoniste del film del 1952 Le ragazze di piazza di Spagna, diretto da Luciano Emmer.
- Lucia è un personaggio della serie a fumetti e animata Titeuf.
- Lucietta è un personaggio della commedia Le baruffe chiozzotte di Carlo Goldoni.
- Lucia Ashton è un personaggio del romanzo di Walter Scott La sposa di Lammermoor, e delle opere da esso tratte.
- Lucy Barker è un personaggio del musical Sweeney Todd: The Demon Barber of Fleet Street.
- Lucy Camden è un personaggio della serie televisiva Settimo cielo.
- Lucia Capasso è un personaggio della commedia Dolore sotto chiave di Eduardo De Filippo.
- Lucia Caponi è un personaggio del film del 1956 Totò, Peppino e la... malafemmina, diretto da Camillo Mastrocinque.
- Lucy Cooper è un personaggio della soap opera Sentieri.
- Lucietta Crozzola è un personaggio della commedia I rusteghi di Carlo Goldoni.
- Lucy Heartphilia è un personaggio della serie manga e anime Fairy Tail.
- Lucy Honeychurch è la protagonista del romanzo di E. M. Forster Camera con vista, e dell'omonimo film del 1986 da esso tratto, diretto da James Ivory.
- Lucy Knight è un personaggio della serie televisiva E.R. - Medici in prima linea.
- Lucia Liguori è un personaggio della serie televisiva I Cesaroni.
- Lucy Loud è un personaggio della serie A casa dei Loud.
- Lucy Mancini è un personaggio del romanzo di Mario Puzo Il padrino, e dei film da esso tratti.
- Lucia Manetti è un personaggio della serie televisiva I liceali.
- Lucia Mondella è il nome della protagonista dei Promessi Sposi di Alessandro Manzoni. Nella prima stesura del romanzo, nota come Fermo e Lucia, il suo nome era Lucia Zarella.
- Lucia Nanami è la protagonista dell'anime Principesse sirene - Mermaid Melody
- Lucia Petrella è un personaggio della commedia L'arte della commedia di Eduardo De Filippo.
- Lucy Pevensie è un personaggio dei romanzi della serie Le cronache di Narnia, scritti da C. S. Lewis.
- Lucy van Pelt è un personaggio del fumetto di Charles M. Schulz Peanuts.
- Lucy Westenra è un personaggio del romanzo di Bram Stoker Dracula.
- Lucy in the Sky with Diamonds è il titolo di una canzone dei Beatles, terza traccia dell'album Sgt. Pepper's Lonely Hearts Club Band (1967)
- Nel letto di Lucia è il titolo di una canzone di Rino Gaetano, seconda traccia dell'album Resta vile maschio, dove vai?, pubblicato nel 1979.
- Lucia è il titolo di una canzone di Riccardo Cocciante.
- Lucy è un personaggio del film Mi chiamo Sam.
- Lucy Steel è un personaggio del manga  Le bizzarre avventure di JoJo.
- Lucia e la luna è il titolo di una canzone di Eugenio Bennato.
- Per Lucia è un titolo di una canzone di Riccardo Fogli.
- Pronto Lucia è un titolo di una canzone di Carmelo Zappulla da esso tratto dal film omonimo del 1982 diretto da Ciro Ippolito.
- Lucia è un titolo di una canzone di Pupo.
- Lucia (Stay with Me) è il titolo di una canzone di Liberato.

## Curiosità
- 222 Lucia è un asteroide della fascia principale, che prende il nome dalla figlia dell'esploratore austroungarico Johann Nepomuk Wilczek.
- Lucia è un altro nome del batell, un'imbarcazione tipica del Lago di Como: deriva, per antonomasia, dal personaggio di Lucia Mondella dei Promessi sposi di Alessandro Manzoni, la quale se ne serve durante la partenza dal lago.
- Lucy è il nomignolo che venne dato affettuosamente al primo esemplare fossile di Australopithecus afarensis - specie ora estinta di Ominidi - rinvenuto nella regione di Afar in Etiopia da parte di Donald Johanson e della sua squadra. Lucy venne così chiamata dai suoi scopritori in onore della canzone Lucy in the Sky with Diamonds dei Beatles che stavano ascoltando mentre l'hanno scoperta.